# روغن نهنگ

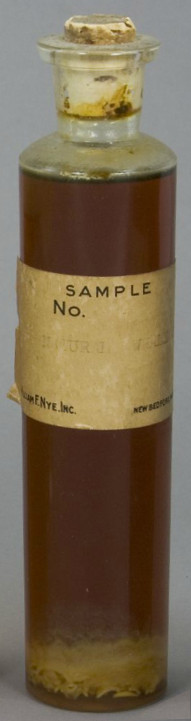
یک بطری روغن نهنگ

روغن نهنگ روغنی است که از چربی بلابر نهنگ به دست می‌آید. روغن نهنگ قطبی گاهی به عنوان روغن تران شناخته می‌شد که از کلمه هلندی تران ("قطره اشک") می‌آید.
روغن نهنگ اسپرم، نوعی روغن خاص که از حفره‌های سر نهنگ‌های عنبر به دست می‌آید، از نظر شیمیایی با روغن نهنگ معمولی متفاوت است: این روغن بیشتر از موم مایع تشکیل شده است. خواص و کاربردهای آن با روغن نهنگ معمولی متفاوت است و به قیمت بالاتری فروخته می‌شد.
نهنگ‌های بی‌دندان منبع اصلی روغن نهنگ بودند. روغن آنها منحصراً از تری‌گلیسیرید تشکیل شده است، در حالی که روغن نهنگ‌های دندان‌دار دارای استرهای موم است. نهنگ قطبی و نهنگ‌های صاف به عنوان اهداف ایدئال برای صید نهنگ در نظر گرفته می‌شدند. آنها کند و رام هستند و وقتی کشته می‌شوند شناور می‌شوند. آنها مقدار زیادی روغن و صفحه شانه‌ای با کیفیت بالا تولید می‌کنند، و در نتیجه تقریباً تا انقراض شکار شدند.

## کاربردها

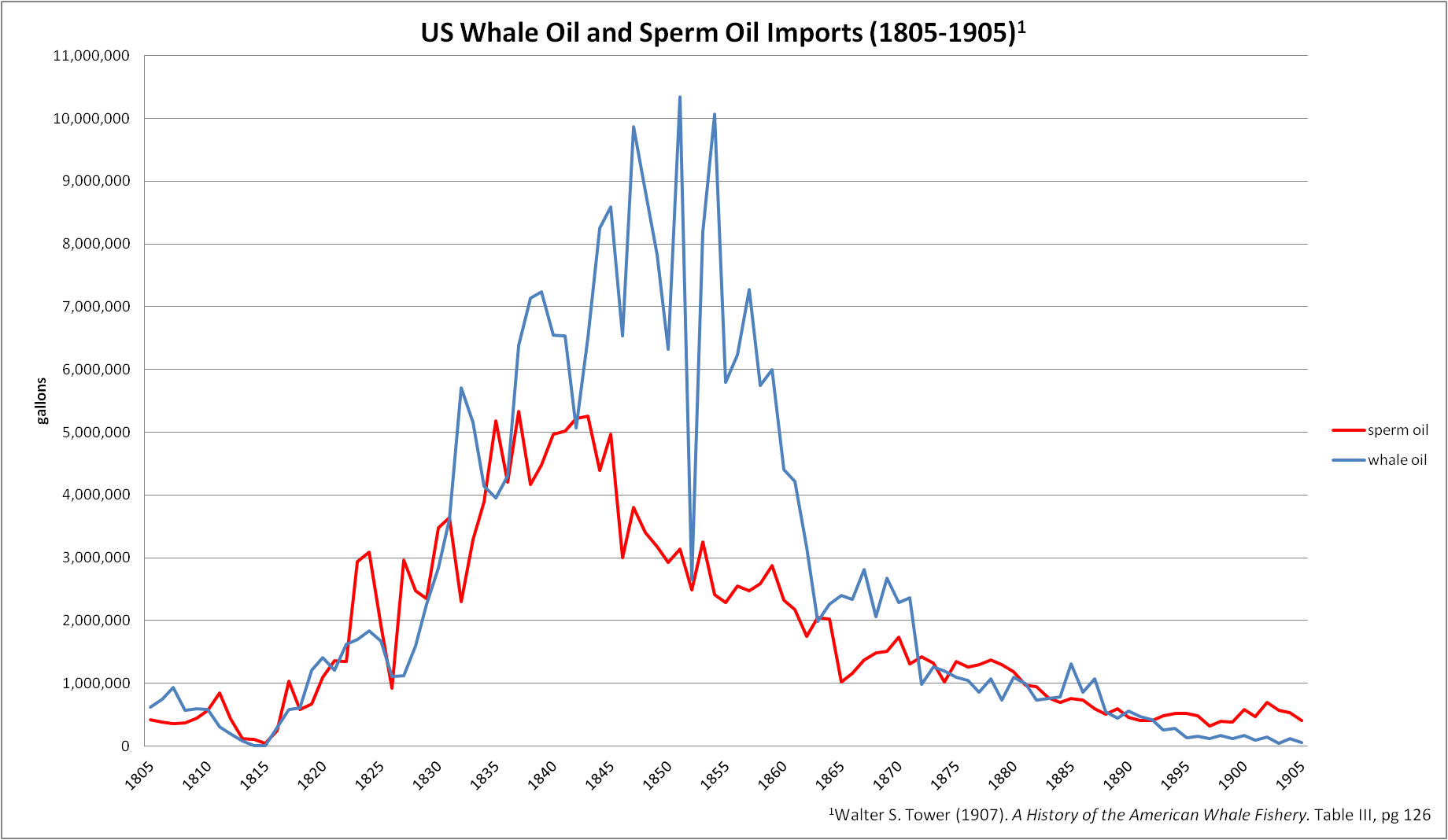
واردات روغن نهنگ و روغن نهنگ عنبر به ایالات متحده در دهٔ نوزدهم

کاربرد روغن نهنگ از پایان سدهٔ نوزدهم به دلیل توسعه جایگزین‌های برتر و بعداً تصویب قوانین زیست‌محیطی، کاهش پیوسته داشت. در سال ۱۹۸۶، کمیسیون بین‌المللی شکار نهنگ یک تعلیق برای صید تجاری نهنگ اعلام کرد که امروزه استفاده از روغن نهنگ را حذف کرده است. شکار نهنگ بومی، بخشی از اقتصاد معیشتی، هنوز مجاز است. به گروه‌هایی مانند اینوئیت‌های آمریکای شمالی حقوق ویژه‌ای برای شکار نهنگ اعطا می‌شود که بخشی جدایی‌ناپذیر از فرهنگ آن‌ها است و هنوز از روغن نهنگ به عنوان غذا و روغن چراغ در مراسم قلیق استفاده می‌کنند.
روغن نهنگ به عنوان یک روشن‌کننده ارزان‌بها مورد استفاده قرار می‌گرفت، اگرچه در هنگام سوختن بوی قوی می‌داد و بسیار محبوب نبود. در پایان سدهٔ ۱۹ با نفت سفید ارزان‌تر، کارآمدتر و ماندگارتر جایگزین شد. مایع سوزاننده و کامفین جایگزین‌های غالب روغن نهنگ تا رسیدن نفت سفید بودند.
در بریتانیا از روغن نهنگ در ماشین‌آلات ابزارسازی به عنوان روان‌کننده با کیفیت بالا استفاده می‌شد.